# Бальхаус, Сейя
Сейя Бальхаус (нем. Seija Ballhaus,; род. 27 июля 2000) — немецкая дзюдоистка, выступающая в весовой категории до 57 кг. Чемпионка Европы 2025 года, бронзовый призёр чемпионата мира 2025 года.

## Биография
Сейя Бальхаус родилась 27 июля 2000 года в Гамбурге.

## Карьера
Сейя Бальхаус изначально, с 2016 по 2018 годы, боролась в весовой категории до 52 килограммов. В 2017 году заняла третье место на чемпионате Европы среди кадетов и выиграла чемпионат мира среди кадетов.
В 2019 году немка перешла в весовую категорию до 57 килограммов. Сразу же заняла третье место на чемпионате Европы среди юниоров. В ноябре 2021 года одержала победу на чемпионате Европы среди спортсменов до 23 лет. В январе 2023 года Бальхаус выиграла первый титул, став чемпионкой Германии. На том же чемпионате её сестра-близнец Маша Бальхаус одержала победу в весовой категории до 52 килограммов.
В апреле 2025 года на чемпионате Европы в Подгорице завоевала золотую медаль в категории до 57 кг. В финальной схватке победила соперницу из Грузии Этери Липартелиани. В смешанном командном турнире в составе Германии завоевала бронзовую медаль. В июне 2025 года на чемпионате мира в составе Германии стала бронзовым призёром командного турнира.  